# Protaetia speciosissima
Protaetia speciosissima (Scopoli, 1786) è un coleottero scarabeide appartenente alla sottofamiglia Cetoniinae.

## Descrizione

### Adulto
Questo coleottero, può raggiungere i 34 mm di lunghezza, diventando uno dei più grandi cetoniini italiani.
Presenta una colorazione color verde smeraldo, con qualche sfumatura rossa o oro, a seconda dell'esemplare. Le zampe sono robuste, atte ad aggrapparsi, ma non conferiscono all'insetto una buona velocità sul piano. Esse terminano con 2 artigli che l'insetto utilizza per aggrapparsi ai tronchi degli alberi. La parte inferiore dell'insetto, non presenta una pubescenza accentuata, caratteristica tipica delle specie appartenenti al genere Protaetia. Solo nella parte superiore del torace si intravede una lieve peluria. Questo insetto è in grado di volare e quando vola, come tutti i cetoniini, le elitre rimangono distese sul dorso dell'animale.

### Larva
Le larve sono della tipica forma a "C", ma meno arrotondata rispetto a quella di altri scarabeidi, con la testa e le zampe sclerificate. La testa presenta delle poderose mandibole, atte a triturare il cibo. L'addome assomiglia ad una sacca biancastra di un colore bluastro sempre più scuro man mano che ci si avvicina all'estremità posteriore ed è sempre ricolmo di cibo. Lungo i fianchi, la larva, presenta una fila di puntini neri chitinosi (meno evidenti di quelli che si osservano nelle larve di Melolonthinae e Dynastinae) che le consentono di respirare nel sottosuolo. Inoltre, esse, presentano una pubescenza sulla parte superiore del corpo meno accentuata, rispetto a quanto si riscontra in altri cetonidi ed è di un colore più chiaro.

## Biologia

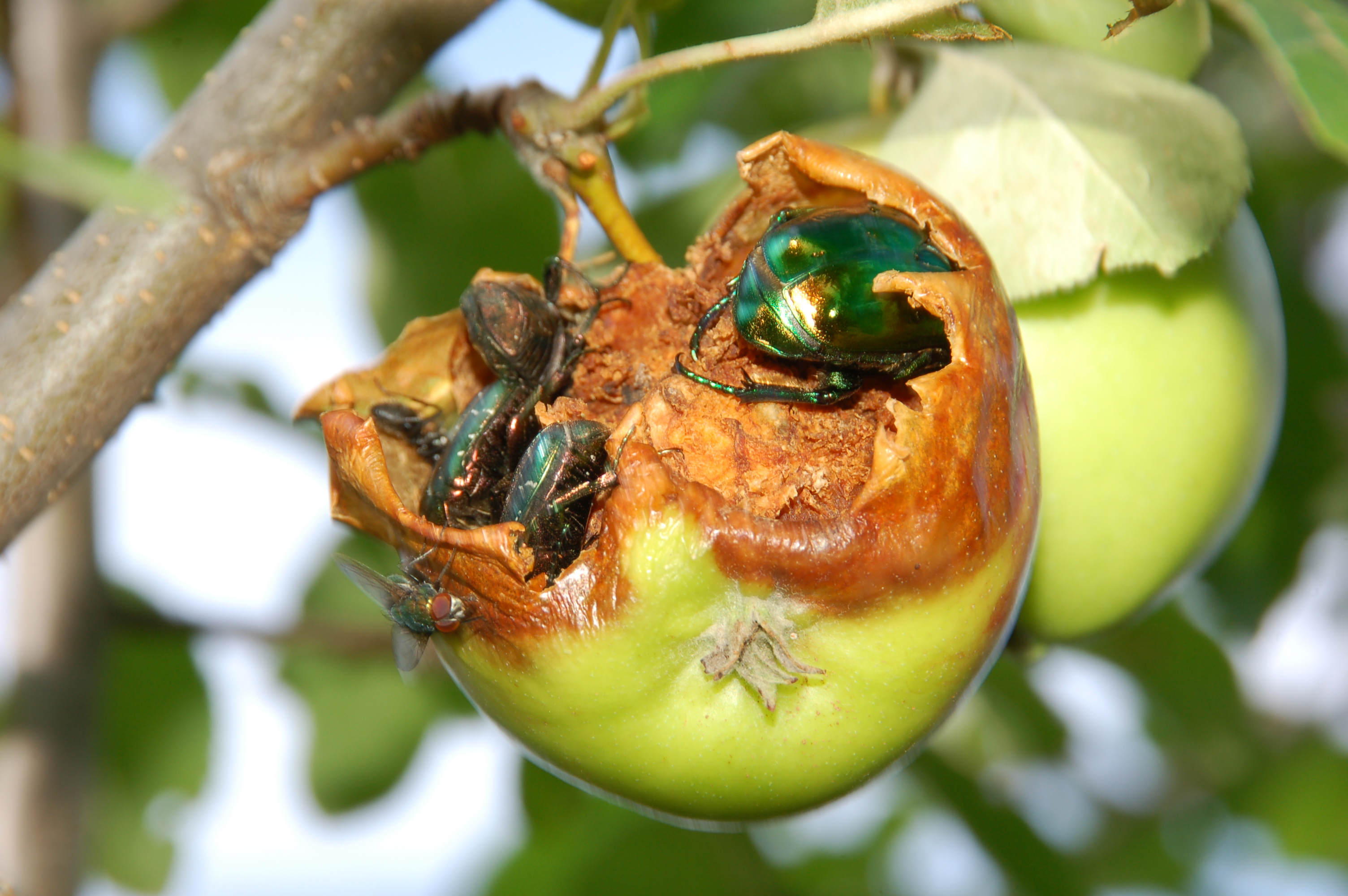
Protaetia speciosissima (a destra) mentre si nutre.

È un insetto di abitudini prettamente diurne ed è visibile durante l'estate, a partire da fine maggio. Gli adulti si nutrono di linfa delle piante o, a volte, anche di frutti marci (come si può osservare nella foto a lato). Questa caratteristica, permette di non confonderla con le specie simili Cetonia aurata e Cetonia carthami. Le larve si sviluppano nel sottosuolo ed il loro sviluppo dura circa 2 anni, periodo in cui esse moltiplicheranno di molte volte le loro dimensioni nutrendosi di detriti vegetali. La sua colorazione ben visibile serve per tenere lontani i predatori che associano il colore al cattivo sapore di questo coleottero; questa strategia prende il nome di aposematismo ed è visibile in molti cetoniini.

## Distribuzione e habitat
Protaetia speciosissima è diffusa in Europa centrale e meridionale e in Asia minore. È presente anche in molte zone dell'Italia. Predilige le località boschive.

## Conservazione
P. speciosissima è valutata dalla Lista rossa IUCN.